# 더 월드

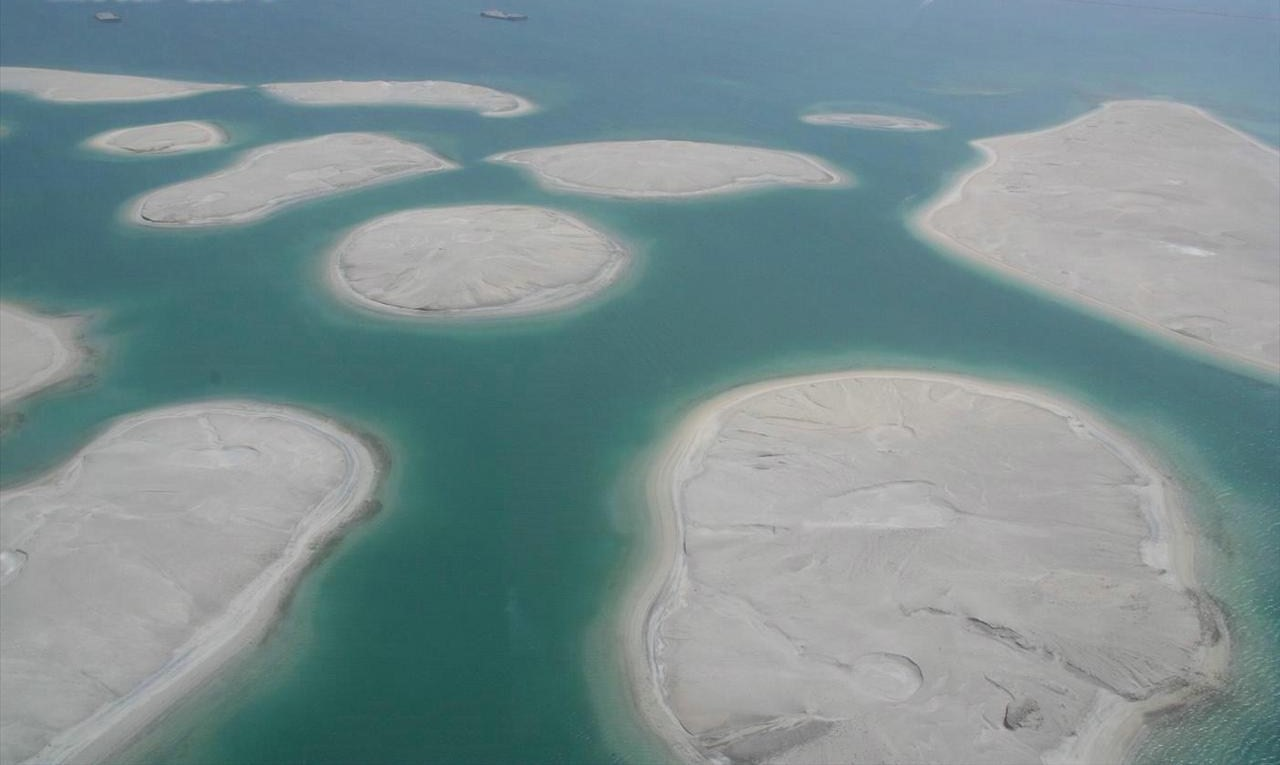
2007년 5월 1일의 공사 현장

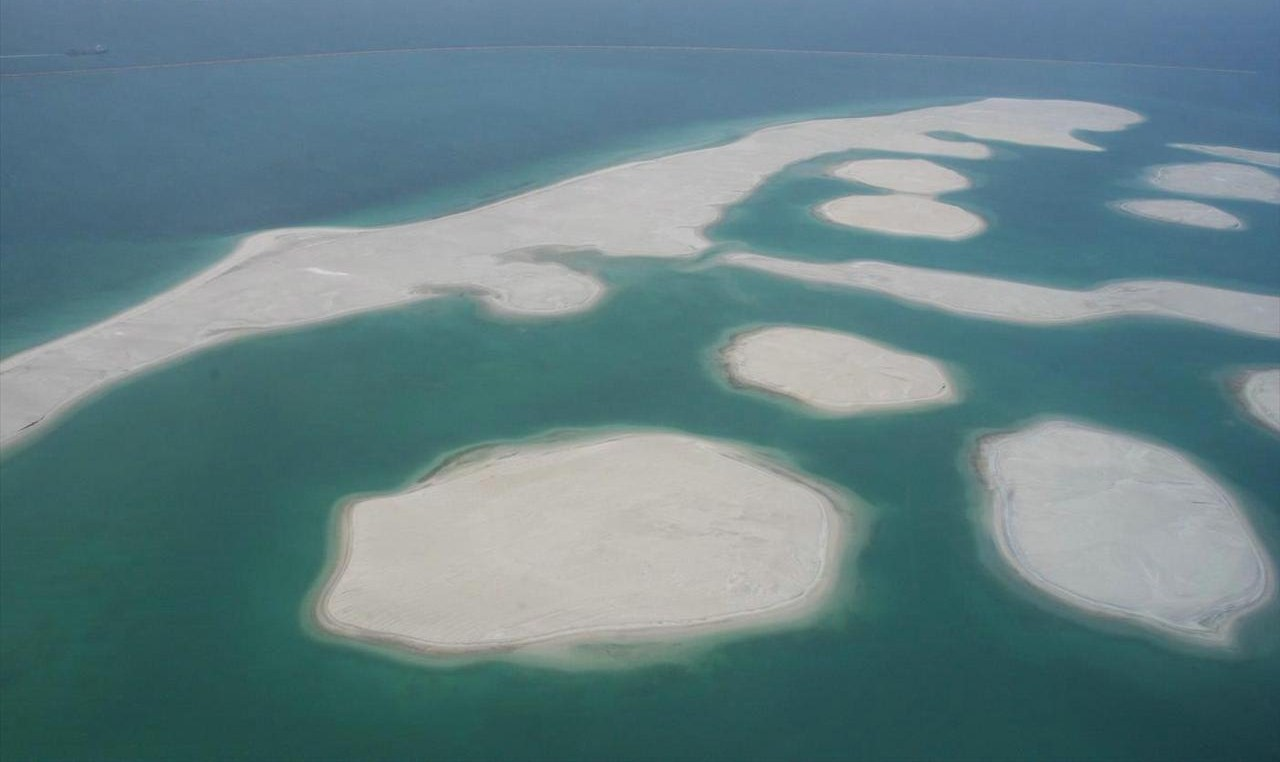
2007년 5월 1일의 공사 현장

더 월드(The World)는 두바이에서 건설된 인공 섬으로 세계 지도를 본뜬 모양이다. 두바이 해안에서도 8km 떨어져 있고 섬과 섬 사이에도 다리가 없어 보트나 헬기로만 이동할 수 있다.

## 같이 보기
- 팜 아일랜드
- 디 유니버스
- 두바이 워터프런트